# Lutine
Pour l’article homonyme, voir Lutine (frégate).
 (novembre 2023).
Motif : Notamment revoir la mise en forme des références.
Pour plus de détails, voir Fiche technique et Distribution.
Lutine est une comédie française réalisée par Isabelle Broué, projetée dès 2016 puis sortie en 2018. L'intrigue tourne autour du polyamour, et le style brouille les genres entre documentaire et fiction,. La réalisatrice définit son film comme une « comédie documentée ».

## Synopsis
Alors qu'elle vit en couple, Isa décide de faire un documentaire sur le polyamour. Filmant avec son téléphone portable, elle part à la rencontre de personnes susceptibles de parler du sujet. Elle croise alors Françoise Simpère et d'autres personnes fréquentant les cafés polyamoureux.
Voulant faire un documentaire à la première personne, Isa se met en scène dans des dialogues avec son compagnon. Comme celui-ci ne veut pas être à l'écran, elle doit engager un acteur pour le remplacer,.
Le film allie ainsi la manière dont la réalisatrice arrive à faire ce documentaire avec des interviews et ses moments de vie.

## Fiche technique
- Titre : Lutine
- Réalisation : Isabelle Broué
- Scénario : Isabelle Broué
- Musique : Loïc Prot
- Photographie : Isabelle Razavet, Justine Bourgade, Jordane Chouzenoux, Christophe Colonel, Olivier Dessalles, Julie Grünebaum et Raphaël Vandenbussche
- Montage : Sonia Bogdanovsky
- Société de production : Lutine & Cie
- Société de distribution : Lutine & Cie
- Pays de production :  France
- Langue originale : français
- Genre : comédie
- Durée : 97 minutes
- Dates de sortie :
  - France : 4 avril 2018

## Distribution
- Isabelle Broué : Isa
- Mathieu Bisson : Gaël
- Philippe Rebbot : Philippe
- Agathe Dronne : Agathe
- Laurent Lederer : Laurent
- Bruno Slagmulder : l’ex
- Anne Benoît : l’avocate
- Caroline Broué : elle-même
- Olivier Augrond : le directeur de la photographie
- Yann Kerninon : lui-même
- Ophélie Koering : Ophélie
- Anne Kreis : la mère
- Françoise Simpère : elle-même

## Réalisation, réception et diffusion
Il s'agit du second long métrage d'Isabelle Broué.
Le film a été conçu à partir de 2013. Il est diffusé sans producteur, distributeur, attaché de presse... et c'est Isabelle Broué qui assure toutes ces fonctions,. La conception du film, puis ses adaptations pour le rendre accessible au plus grand nombre (sous-titrage en anglais (VFST-En), sous-titrage avec code couleur SME (VFST-Fr) pour personnes sourdes et mal-entendantes, audio-description pour les personnes aveugles ou mal-voyantes), ont été financées par des souscriptions,,.
Le film est composé d'acteurs et actrices professionnels et par des personnes jouant leur propre rôle, comme Françoise Simpère, Caroline Broué, les personnes du café polyamoureux et autres interviewés...
Dès 2016, le film est projeté dans plusieurs villes, dont Lyon.
Il a été en compétition lors de la 12e édition du Vancouver International Women in Film Festival (VIWIFF), de 2017, un festival à Vancouver .
À sa sortie en 2018, le film a été diffusé dans les cinéma Trois Luxembourg  (6e arrondissement de Paris), puis à L'Accattone (Ve arrondissement de Paris). Il y reste à l'affiche durant plusieurs mois avec une rencontre/débat à la suite de la projection,. D'autres projections ont eu lieu en province, mais aussi à l'étranger, dont en Inde.